# VfL (стадион)
VfL-Stadion — футбольный стадион, расположенный в городе Вольфсбург, Германия.

## История стадиона

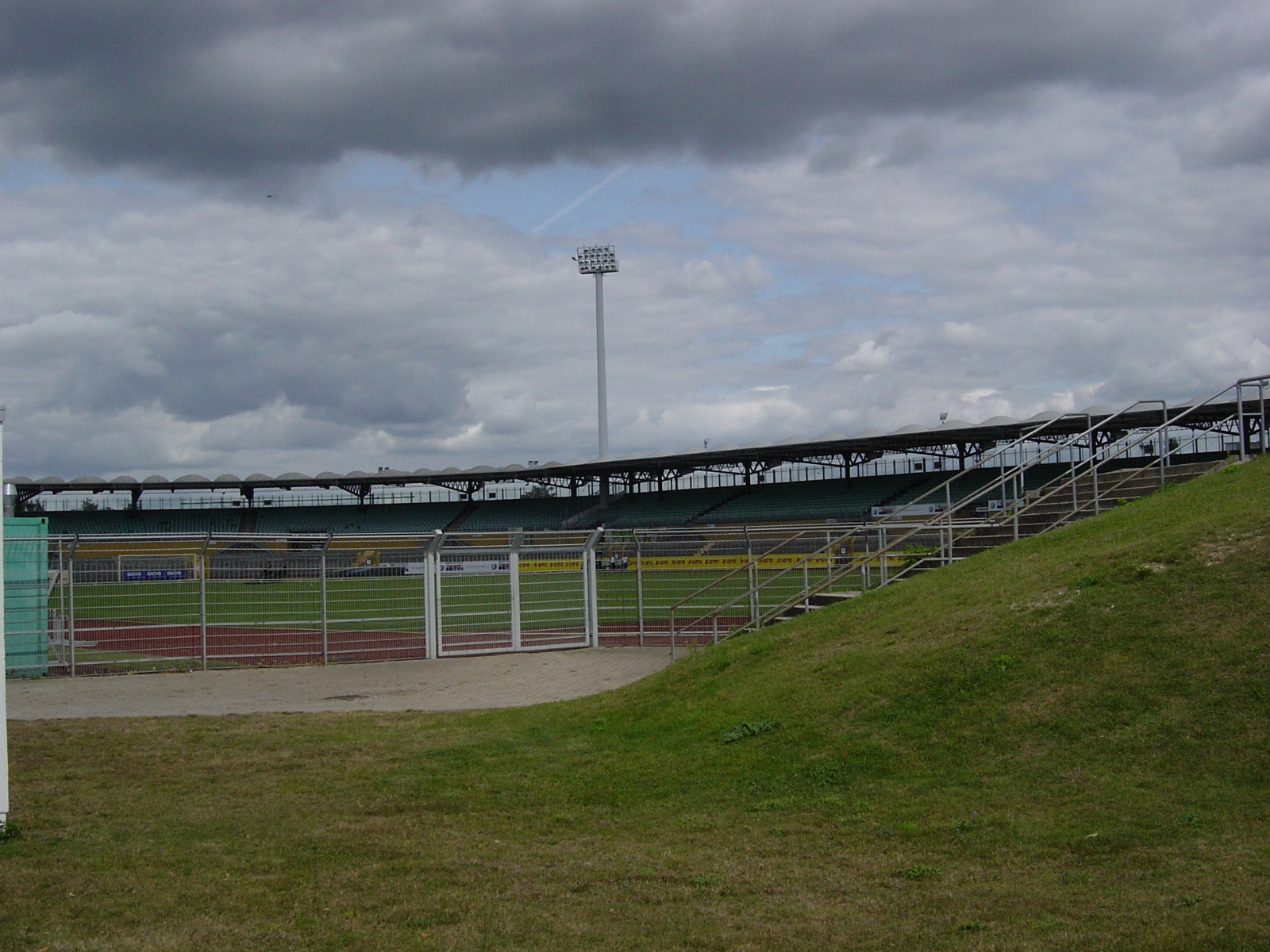
Поле стадиона

Стадион был торжественно открыт 10 октября 1947 года и стал новым стадионом для местного молодого футбольного клуба «Вольфсбург», который в то время выступал в Любительской оберлиге. На стадионе было натуральное травяное покрытие, и изначально он был рассчитан на 17 600 мест. В 1961 году было принято решение о необходимости надстраивания крыши над трибунами стадиона. В это строительство было вложено 750000 немецких марок.
В 1997 году, когда «Вольфсбург» смог пробиться в Первую Бундеслигу, количество людей посещавших матчи сильно возросло и было принято решении о необходимости расширения стадиона. Во время реконструкции стадиона его вместимость была увеличена на 4000 мест, то есть до 21600. Несмотря на это мест на всех желающих не хватало, и было принято решение о строительстве нового стадиона на 30000 мест. Его строительство было завершено в 2002 год, и 23 ноября 2002 года игроки «Вольфсбурга» в последний раз смогли сыграть на VfL-Stadion, после чего они перебрались на Фольксваген-Арену.

## Домашние команды

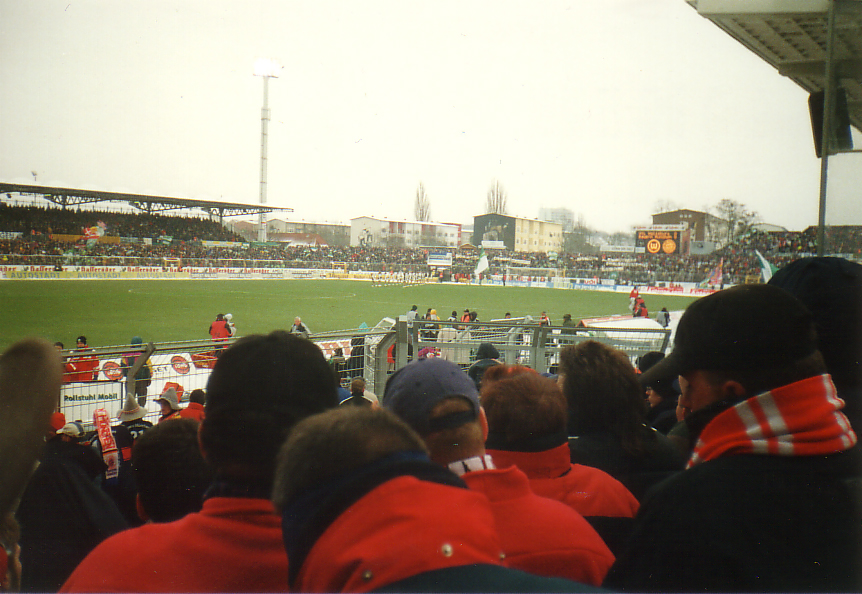
Вид с трибуны стадиона

Несмотря на то, что основной состав клуба переехал на более современную арену, старый стадион не был уничтожен. На нём продолжили выступать второй состав Вольфсбурга, играющий в северной Регионаллиге (четвёртой по значимости футбольной лиги Германии), и женская часть клуба, которая участвует в первой женской бундеслиге. VfL-Stadion, по состоянию на 13 марта 2010 года, является самым крупным стадионом в женской футбольной бундеслиге.

## Международные соревнования
25 октября 2001 года женская немецкая сборная по футболу в рамках квалификации чемпионата мира по футболу среди женщин против команды Португалии. Немки тот матч выиграли со счётом 9:0, а Конни Полерс стала первой немецкой футболистой, забившей пять голов в международном соревновании.